# Anna Maria Chávez
Anna Maria Chávez (Eloy, Arizona, en  1968) es la primera latina en la cabeza de la organización Girl Scouts of the USA –en inglés Girl Scouts of the United States of America (GSUSA)- y la actual directora ejecutiva desde la 52.ª Sesión del Consejo Nacional en Houston, en noviembre de 2011.

## Trayectoria
Anna Maria Chávez nació en el año de 1968 en la pequeña ciudad de Eloy, Arizona, es de ascendencia mexicana, su padre nació en México y su madre es mexicana-estadounidense. Se unió a las Girl Scouts a los 10 años. Durante sus años de educación secundaria vivió con su familia en Phoenix, Arizona. Estudió en la Universidad Yale donde obtuvo una Licenciatura en Historia de América y luego en la Facultad de Derecho James E. Rogers de la Universidad de Arizona dónde obtuvo el Doctorado en Jurisprudencia. Ella fue admitida a la barra para el Tribunal de Distrito de los Estados Unidos para el Distrito de Arizona, para la Corte Suprema de Arizona y por último para la Corte Suprema de los Estados Unidos.

### Carrera profesional
- Se desempeñó como asesora legal de la Administración Federal de Carreteras (FHWA) en Washington D. C.
- Durante su estancia en Washington D. C., se desempeñó como asesora de política pública del ex Secretario de Transporte de los Estados Unidos Rodney E. Slater durante el gobierno de Bill Clinton.
- También se desempeñó como asesora legal en la Oficina del Consejo de la Casa Blanca para el presidente Bill Clinton.
- Antes de unirse a la organización Girl Scouts, se desempeñó como Directora de Asuntos Intergubernamentales para la entonces gobernadora de Arizona, Janet Napolitano. Entre noviembre de 2003 y enero de 2007 trabajó con la ciudad, el estado y las organizaciones comunitarias indígenas para promover las políticas y las iniciativas de la gobernadora.
- Fue nombrado Directora General de las Girl Scouts del Suroeste de Texas en 2009.
- En 2011 fue nombrada Directora General de Girls Scouts de los Estados Unidos.

### Activismo
En 2014, participó en la campaña Ban Bossy co-patrocinada por Leanin.org y las Girl Scouts de los EE. UU. La campaña anima a las jóvenes a convertirse en líderes y tiene como objetivo eliminar el estigma asociado con la palabra bussy (mandona/mandón).  Además de Anna Maria Chávez, la campaña cuenta con algunas de las mujeres influyentes, incluyendo Facebook, Sheryl Sandberg, Condoleezza Rice, Beyonce, Diane von Fürstenberg, por mencionar algunas.

## Premios
- 2012, Premio del Presidente de la Cámara de Comercio Hispano de los Estados Unidos (USHCC).
- También ha sido reconocida por su trabajo en STEM (Ciencia, Tecnología, Ingeniería y Matemáticas) y por aumentar la participación de las Girl Scouts en los campos relacionados con STEM.
- Es reconocida como una de las 100 mujeres en STEM por STEMConnector.